# Društvo pedagoga tehničke kulture Srbije
Društvo pedagoga tehničke kulture Srbije  bavi se pitanjima nastave tehnike i tehnologije u osnovnoj školi i doprinosi unapređenju te nastave, pitanjima otkrivanja, negovanja i razvijanja mladih talenata u oblasti tehnike i tehnologije, pitanjima statusa i zaštite predmeta tehnikа i tehnologijа kao i nastavnika.

## Istorijat
Društvo pedagoga tehničke kulture Srbije osnovano je u Beogradu 9. oktobra 2004.

## Spoljašnje veze
- Društvo pedagoga tehničke kulture Srbije